# Saturnia luctifera
Saturnia luctifera is een vlinder uit de familie nachtpauwogen (Saturniidae), onderfamilie Saturniinae.
De wetenschappelijke naam van de soort is voor het eerst geldig gepubliceerd door Jordan in Seitz in 1911.